# W. S. Graham
Œuvres principales
- The Nightfishing (La Pêche de nuit) (1955)
- Malcolm Mooney’s Land (La Terre de Malcolm Mooney) (1970)
- Implements in Their Places (Ustensiles à leur place) (1977)

W.S. Graham, de son nom complet William Sydney Graham (19 novembre 1918–9 janvier 1986), est un poète écossais dont l'œuvre, souvent méconnue de son vivant, suscite ces dernières années un regain d'intérêt, en partie grâce au soutien de Harold Pinter et grâce à diverses publications posthumes, dont  les New Collected Poems (Œuvres complètes, éditeur Matthew Francis, London: Faber and Faber, 2004), The Night Fisherman: Selected Letters of W. S. Graham (édité par Michael and Margaret Snow, Manchester:  Carcanet, 1999) et deux ouvrages critiques. En témoigne également une parution en français d’une sélection de poèmes retraçant la carrière du poète   : Les Dialogues obscurs, poèmes choisis. Proche de T.S. Eliot, de Dylan Thomas, d'Edwin Morgan, de Peter Lanyon et de nombreux autres artistes et poètes, W.S. Graham consacrera sa vie à l'écriture.

## Carrière
W.S. Graham est né à Greenock, en Écosse. Apprenti technicien à l’âge de quatorze ans, il obtient en 1938 une bourse pour étudier la littérature à Newbattle Abbey, un centre de formation près d’Édimbourg, où il rencontre Nessie Dunsmuir (Agnes Kilpatrick Dunsmuir, 1909-1999, qu’il épousera en 1954). C'est à cette époque qu'il décide de devenir poète à plein temps et il s’installe dès 1942 en Cornouailles, où il fréquentera de nombreux peintres de la St. Ives School. Son premier recueil Cage without Grievance (Cage sans grief) est publié par Parton Press la même année. Il est remarqué dès 1949 par T.S. Eliot, alors éditeur chez Faber and Faber, maison qui publiera l’ensemble de son œuvre à partir de son troisième recueil, The White Threshold (Le Seuil blanc, 1949). Suivront  The Nightfishing (La Pêche de nuit, 1955), Malcolm Mooney’s Land (La Terre de Malcolm Mooney, 1970) et Implements in Their Places (Ustensiles à leur place, 1977). En 1970, une sélection de ses poèmes paraît aux côtés de ceux de David Gascoyne et de Kathleen Raine dans le 17e volume de la série des Penguin modern poets. En 1979, Graham enregistre plusieurs poèmes pour la BBC, le British Council, pour Claddagh Records et la Bibliothèque du Congrès. W.S. Graham meurt en Cornouailles le 9 janvier 1986.

## Traductions en français
- Les Dialogues obscurs, poèmes choisis (traduit par Anne-Sylvie Homassel et Blandine Longre, introduction de Michael Snow, postface de Paul Stubbs) Black Herald Press, 2013[7].
- Trois poèmes (traduits par Robert Davreu, Robin Holmes et Ludo Vlasa), dans la revue Po&sie n° 98, Spécial poésie anglaise, 2002.
- Deux poèmes (traduits par Bernard Brugière), dans Anthologie bilingue de la poésie anglaise, Gallimard, Bibliothèque de la Pléiade, 2005[8].
- Trois poèmes (traduits par Anne-Sylvie Homassel et Blandine Longre) dans les numéros 2 et 3 de la revue de littérature bilingue The Black Herald, 2012.